# Castiglia
La Castiglia (in spagnolo Castilla, /kasˈtiʎa/) era in origine una contea che dipendeva dal Regno di León da cui si staccò durante l'XI secolo per diventare un regno indipendente. Più tardi, si unì ad altri regni limitrofi e fu quindi assorbito dal Regno di Spagna. La bandiera del territorio è stata realizzata nel 1689. Attualmente, due comunità autonome della Spagna portano questo nome: Castiglia e León e Castiglia-La Mancia.

## Geografia
Il suo territorio corrispondeva, approssimativamente, alle seguenti province attuali della Spagna, (da nord a sud):
- Cantabria
- Burgos
- La Rioja
- Soria
- Segovia
- Ávila
- Palencia
- Valladolid
- Madrid
- Toledo
- Guadalajara
- Cuenca
- Ciudad Real
- Albacete

La maggior parte del territorio compreso nella provincia di Valladolid e di Palencia appartenevano al Regno di León durante il Medioevo. Gran parte del territorio della provincia di Albacete apparteneva invece al Regno di Murcia.
Va menzionato che l'area circostante Utiel e Requena è stata annessa alla provincia di Valencia solo durante il XIX secolo. Per questo motivo, in quella regione si è sempre parlato il castigliano e non il valenciano, e usi e tradizioni sono più simili a quelle della provincia di Cuenca, di cui fece parte tanto a lungo.
Un'imprecisione comune riguarda la confusione derivata dall'uso del nome "Castiglia" al posto della "Corona di Castiglia" durante il Basso Medioevo; la "Corona" indicava l'insieme dei territori d'influenza dei Re di Castiglia e León, in opposizione a quelli sotto il controllo dei Regni di Aragona, di Navarra e del Portogallo.
La "Corona di Castiglia" comprendeva, quindi, oltre alle province già nominate, anche la Galizia, il Principato delle Asturie, parte dei Paesi Baschi, Estremadura, Andalusia e Murcia.

## Storia
Dalle testimonianze che abbiamo, il nome Castiglia nacque il 15 settembre 800 nello scomparso monastero di San Emeterio di Taranco de Mena, situato un tempo nel nord dell'attuale provincia di Burgos. Il nome "Castiglia" appare in un documento notarile tramite cui l'abate Vitulo donava alcuni terreni. In questo documento si legge Bardulia quae nunc vocatur Castella... (in italiano: Bardulia che oggigiorno viene chiamata Castiglia). Bisogna anche tenere in considerazione l'antichissima documentazione della diocesi di Valpuesta, un altro monastero della provincia di Burgos (804 - 1087), dove si registrano i primi esempi di scritti in una lingua che si sarebbe poi evoluta nell'odierno castigliano.
La credenza popolare dice che il nome Castiglia è dovuto alla gran quantità di castelli e fortezze presenti in quelle terre, ma non è un'ipotesi avvalorata da qualche prova o documento storico.
Anni più tardi assume una entità politica autonoma in veste di contea del Regno di León. Questa terra era abitata soprattutto da popolazioni di origine cantabrica e basca, ma con un dialetto proprio di origine latina, il castigliano, e leggi proprie basate sul "libero arbitrio" ed amministrate, secondo la tradizione, da giudici popolari, in contrasto con quanto avveniva nel resto del regno.
Nel 929 la contea divenne de facto indipendente con il conte Ferdinando Gonzales.
Nel 1037 il Re di León Bermudo III muore sul campo di battaglia ad opera del cognato Ferdinando I e, non avendo lasciato eredi, Fernando I unifica i due regni sotto la sua guida. Nel 1054 Ferdinando I affronta nella battaglia di Atapuerca il fratello García III Sánchez, re di Navarra. Quest'ultimo è tra le vittime e parte del suo regno viene annesso a quello di Castiglia.
Alla morte di Fernando I nel 1065, il regno viene diviso tra i suoi figli. A Sancho II spetta il regno di Castiglia, mentre ad Alfonso VI quello di León.
Sancho II viene assassinato nel 1072 e suo fratello prende per sé il trono di Castiglia, unificando nuovamente il regno. Alla sua morte gli succede la figlia Urraca, che sposa in seconde nozze Alfonso I di Aragona. Tuttavia, sfumata la possibilità di unire i due regni, nel 1114 Alfonso ripudia Urraca, rendendo tesi i rapporti tra Castiglia e Aragona. Nonostante il matrimonio fosse stato precedentemente annullato da papa Pasquale II, i due restano insieme fino a questa data.
Urraca deve anche confrontarsi con il figlio Alfonso VII, re di Galizia, per far valere i suoi diritti su quelle terre, e alla sua morte proprio quel figlio, frutto del primo matrimonio, le succede. Il Re riesce ad annettere terre dai regni di Navarra e Aragona sfruttando la debolezza temporanea creata dalla morte del patrigno e dalla conseguente secessione.
Alla sua morte il regno viene nuovamente diviso tra i figli. Il regno di Castiglia torna a Sancho III.
Nel 1217 Ferdinando III, il Santo, riceve da sua madre Berenguela il regno di Castiglia e nel 1230 riceve da suo padre Alfonso IX quello di León.
Durante il suo regno s'impadronisce della valle del Guadalquivir mentre suo figlio conquista il Regno di Murcia. La fusione delle corti di León e Castiglia corrisponde alla nascita della cosiddetta "Corona di Castiglia" formata dai due regni, oltre che da diversi territori circostanti.